# 地術犬法
地術犬法，又稱為「狗拳」，是流傳於福建一帶的一種以腿法為主,配合手法和步法組成的拳術。該武術注重臥地以腿擊人。其運動特點表現為運腳柔如鞭,擊中硬似鐵。
拳套有:三正 七星拳 雙蝙蝠拳 三十六手 連拳 十八連珠 梅花宿 八卦撞等。